# Даскелу (комуна)
Даскелу (рум. Dascălu) — комуна у повіті Ілфов в Румунії. До складу комуни входять такі села (дані про населення за 2002 рік):
- Гагу (503 особи)
- Даскелу (1864 особи)
- Кряца (174 особи)
- Рунку (18 осіб)

Комуна розташована на відстані 21 км на північний схід від Бухареста, 126 км на південний схід від Брашова.

## Населення
За даними перепису населення 2002 року у комуні проживали 2559 осіб.
Національний склад населення комуни:
| Національність | Кількість осіб | Відсоток |
| -------------- | -------------- | -------- |
| румуни         | 2557           | 99,9%    |
| греки          | 1              | < 0,1%   |
| китайці        | 1              | < 0,1%   |

Рідною мовою назвали:
| Мова      | Кількість осіб | Відсоток |
| --------- | -------------- | -------- |
| румунська | 2557           | 99,9%    |
| грецька   | 1              | < 0,1%   |
| китайська | 1              | < 0,1%   |

Склад населення комуни за віросповіданням:
| Релігія       | Кількість осіб | Відсоток |
| ------------- | -------------- | -------- |
| православні   | 2554           | 99,8%    |
| п'ятдесятники | 3              | 0,1%     |
| римо-католики | 1              | < 0,1%   |
| баптисти      | 1              | < 0,1%   |